# 哈姆迪·萨利赫
哈姆迪·萨利赫（Hamdi Salihi，1984年1月19日—），是一名阿尔巴尼亚足球运动员，司职前锋，现在效力于中国足球超级联赛球队江苏舜天。

## 俱乐部生涯
2002年，萨利赫在家乡球队維拉斯尼亞开始职业足球生涯。经过一个半出色的赛季后，他在2004年底加盟希腊足球超级联赛球队帕尼奥尼奥斯。但年轻的萨利赫在帕尼奥尼奥斯出场时间寥寥，在2004/05赛季下半赛季只得到6次联赛出场的机会。2005年夏季，萨利赫回到阿尔巴尼亚，加盟首都球队KF地拉那。他在2005/06赛季出场35次，射进29球，成为联赛的最佳射手。
2007年1月，萨利赫转会到奥地利足球超级联赛球队里德。他在赛季剩余的比赛射进6球，帮助球队获得联赛亚军。之后的两个赛季，他都是球队稳定的得分手。2009年8月31日，萨利赫和另一支奥超球队維也納迅速签约三年。2012年2月2日，萨利赫加盟美國職業足球大聯盟球队华盛顿特区联。
2013年2月3日，中国足球超级联赛球队江苏舜天正式宣布萨利赫加盟球队，以替代受伤的2012赛季球队最佳射手克里斯蒂安·达纳拉赫。2月26日，他在2013年亚足联冠军联赛江苏舜天客场1比5不敌韩国K联赛冠军FC首尔的比赛中替补陆博飞出场，首次代表球队亮相。他在第80分钟射进加盟球队的首个进球，这也是江苏舜天在亚冠联赛的首个进球。

## 国家队生涯
2007年8月22日，他在阿尔巴尼亚3比0击败马耳他的友谊赛中射进在国家队的首球。

## 荣誉
KF地拉那 
- 阿爾巴尼亞超級足球聯賽: 2006–07
- 阿爾巴尼亞盃: 2005–06
- 阿爾巴尼亞超級盃: 2005，2006

个人
- 阿爾巴尼亞超級足球聯賽最佳射手: 2005-06
- 阿尔巴尼亚年度最佳球员: 2010